# Uta Rohländer
Uta Rohländer, née le 30 juin 1969 à Mersebourg, est une ancienne athlète allemande spécialiste du 400 mètres. 

## Palmarès

### Jeux olympiques d'été
- Athlétisme aux Jeux olympiques de 1996 à Atlanta,  États-Unis
  -  Médaille de bronze du relais 4 × 400 m

### Championnats du monde d'athlétisme
- Championnats du monde d'athlétisme 1991 à Tokyo,  Japon
  -  Médaille de bronze du relais 4 × 400 m
- Championnats du monde d'athlétisme 1997 à Athènes,  Grèce
  -  Médaille d'or du relais 4 × 400 m
- Championnats du monde d'athlétisme 1999 à Séville,  Espagne
  -  Médaille de bronze du relais 4 × 400 m

### Championnats d'Europe d'athlétisme
- Championnats d'Europe d'athlétisme 1994 à Helsinki,  Finlande
  -  Médaille de bronze du relais 4 × 400 m
- Championnats d'Europe d'athlétisme 1998 à Budapest,  Hongrie
  -  Médaille d'or du relais 4 × 400 m

### Championnats d'Europe junior d'athlétisme
- Championnats d'Europe junior d'athlétisme 1987 à Birmingham,  Royaume-Uni
  -  Médaille d'or sur 400 m[1]
  -  Médaille d'or du relais 4 × 400 m[1]